# USS Texas (BB-35)
USS Texas (BB-35) je bývalá bitevní loď třídy New York Námořnictva Spojených států amerických. Spuštěna na vodu byla 18. května 1912 a uvedena do služby 12. března 1914.
Krátce po uvedení do služby se Texas v mexických vodách účastnil akce následující po „incidentu v Tampicu“. Za první světové války sloužil v Severním moři. Když Spojené státy americké roku 1941 vstoupily do druhé světové války, Texas zapojil do doprovodu konvojů přes Atlantik a později se zapojil do dělostřelecké přípravy v rámci severoafrického tažení a vylodění v Normandii. Na konci roku 1944 byl převelen do Pacifiku, aby poskytl palebnou podporu během bitev u Iwodžimy a Okinawy. Ze služby byl vyřazen v roce 1948. Celkem získal pět hvězd Battle star za službu za druhé světové války.
Texas byl prohlášen za národní historickou památku a zachován jako muzejní loď. Je to poslední dochovaný americký dreadnought z období první světové války.

## Stavba

Bitevní loď Texas při spuštění na vodu v roce 1912

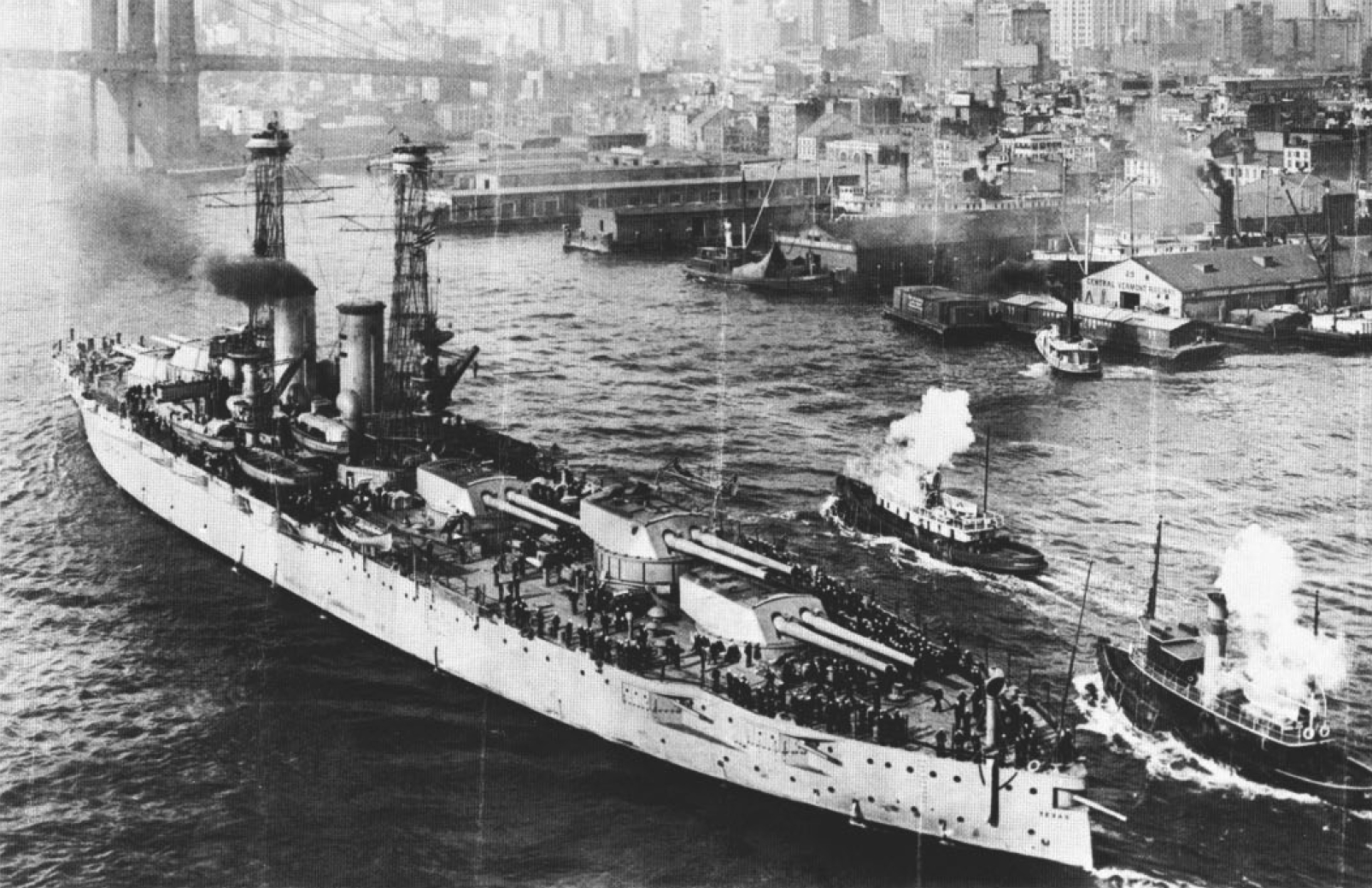
Bitevní loď Texas v New Yorku v roce 1916

V roce 1910 bylo schváleno financování stavby dvou bitevních lodí třídy New York, pojmenovaných USS New York (BB-34) a USS Texas (BB-35). Bitevní loď Texas byla druhá a poslední postavená jednotka této třídy. Její stavba začala roku 1911 v loděnici Newport News Shipbuilding. Na vodu byla spuštěna 18. května 1912. Dne 12. března 1914 ve 12:30 námořnictvo Spojených států amerických zařadilo loď do služby.

## Výzbroj (1914)
Bitevní loď Texas v době svého dokončení patřila mezi nejsilnější válečné lodě světa. Nesla deset 356mm kanónů, umístěných v pěti dělových věžích. Kanóny měly dostřel 21 km, šrapnely vážily 636 kg. Sekundární výzbroj představovalo 21 kanónů ráže 127 mm s dostřelem 18 km. Další výzbrojí byly čtyři 47mm kanóny QF 3-pounder s dostřelem 6 km, dva 37mm kanóny QF 1-pounder s dostřelem 4 km a čtyři 533mm torpédomety pro torpéda Mk 3. Torpéda Mk 3 dosahovala rychlosti až 48 km/h.

## Služba

### První světová válka
Dne 16. února 1917 Texas doprovázel obchodní konvoj v Severním moři. Posádka zahlédla ponorku, plavidlo zahájilo palbu, ale ponorka poté zmizela. Dne 6. dubna 1917 vyhlásily Spojené státy americké válku Německu. Texas patřil mezi americké válečné lodě vyslané, aby posílily britskou Grand Fleet. V Evropě se Texas nezúčastnil žádné větší potyčky a po skončení války se vrátil do Spojených států amerických.

### Druhá světová válka

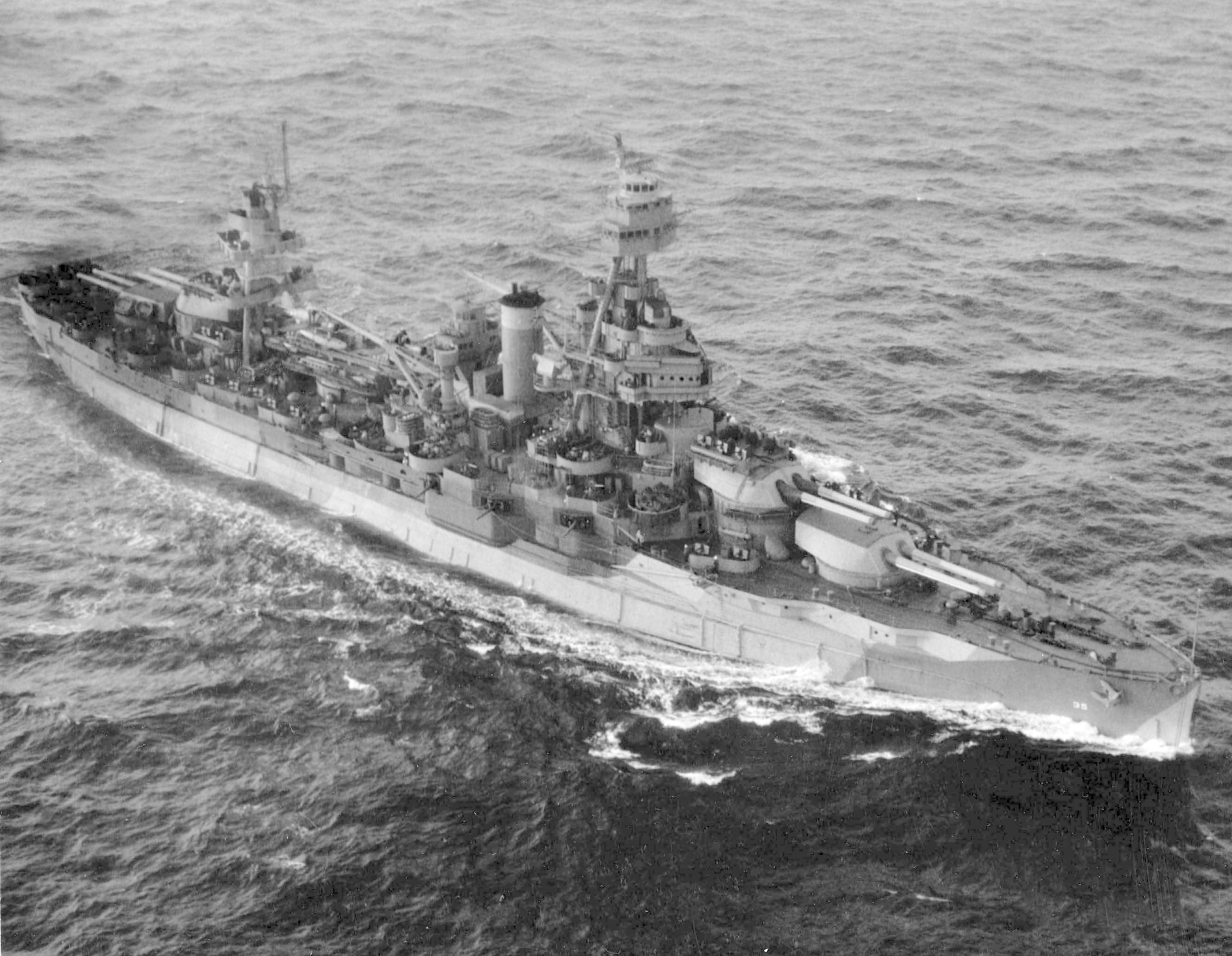
Bitevní loď Texas v roce 1944

Za druhé světové války Texas patřil mezi starší plavidla, která se zapojila do doprovodu atlantických konvojů. V červnu roku 1941 Texas pronásledovala německá ponorka. Dokonce byla připravena Texas torpédovat, ale velení ji k tomu nedalo povolení. Dne 8. listopadu 1942 Texas poskytoval palebnou podporu vylodění v Severní Africe. V roce 1943 se vrátil k doprovodu atlantických konvojů. V červnu 1944 Texas poskytoval palebnou podporu invaze do Normandie. Válečné lodě Spojenců přitom sloužily i jako ošetřovny pro vojáky zraněné při vylodění. Dne 25. června 1944 se Texas účastnil bitvy o Cherbourg, opět ostřeloval cíle na pevnině, přičemž sám utrpěl zásah. Kormidelník lodi byl smrtelně zraněn a bitevní loď musela odplout do Spojených států k opravě. Texas byl poté vyslán na Tichomořské válčiště. V roce 1945 se zúčastnil bitvy o Iwodžimu a o bitvy o Okinawu. Konec války jej zastihl na Filipínách.

## Muzejní loď

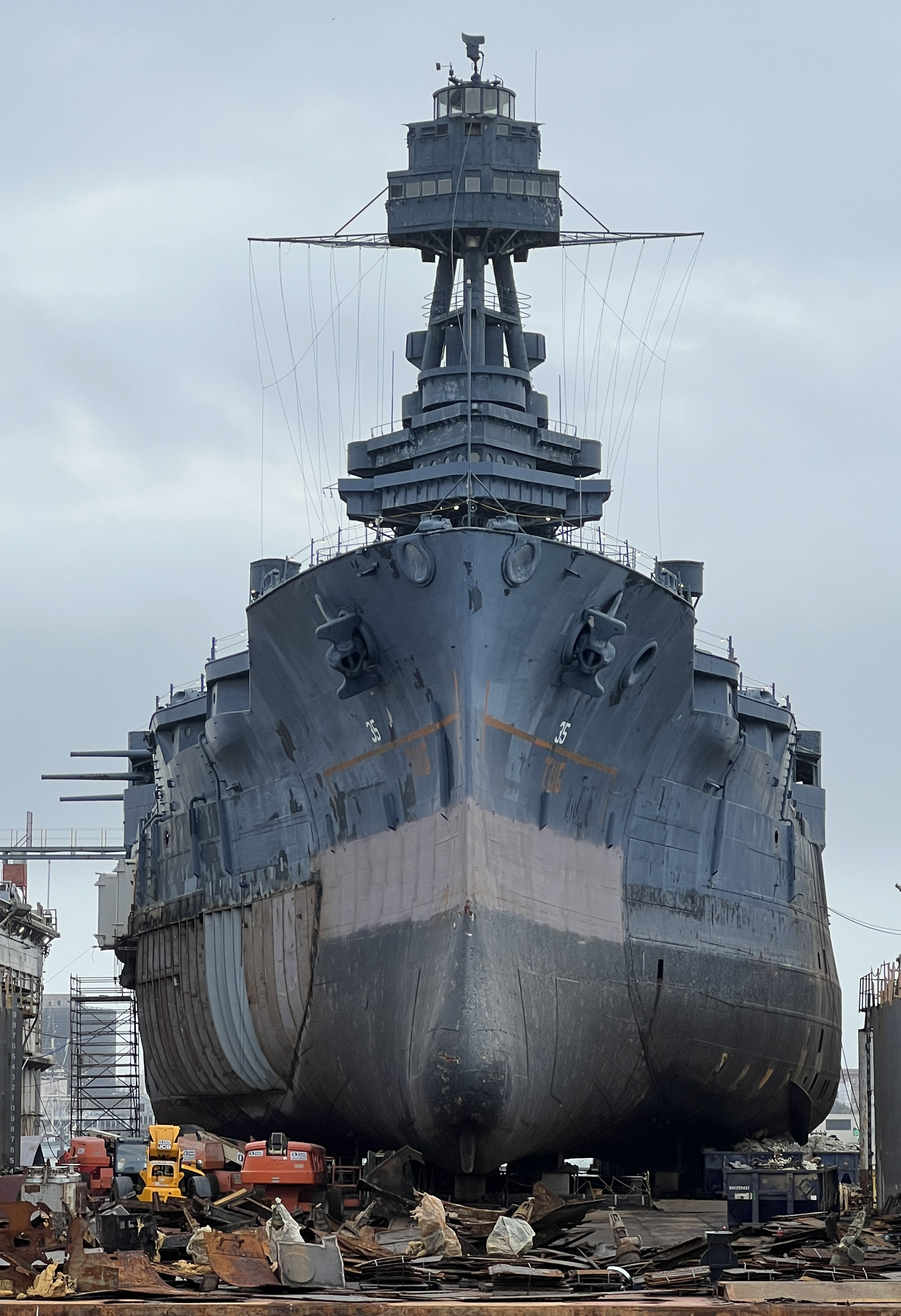
Texas má na snímku odstraněnou levou protitorpédovou obšívku, odhalující původní trup a užší profil. Protitorpédová obšívka byla přidána během modernizace v roce 1926.

Bitevní loď Texas byla na konci 70. let 20. století prohlášena za národní historickou památku. Byla zachována jako muzejní loď. Přístupná byla v Houstonu ve státě Texas.
Vlastníkem plavidla je úřad Texas Parks & Wildlife Department. Roku 2019 ji získala na 99 let do pronájmu nadace Battleship Texas Foundation. Roku 2022 začala rekonstrukce plavidla v loděnici Gulf Copper na ostrově Pelican Island v Galvestonu. Její součástí je obnova trupu, obnova expoziv a instalace klimatizace. Dokončení prací je plánováno na rok 2025. Roku 2025 bylo rozhodnuto, že bitevní loď Texas bude umístěna v Galvestonu u mola 15, které sousedí s terminálem pro výletní lodě.